# Porte de Vanves (métro de Paris)
Porte de Vanves est une station de la ligne 13 du métro de Paris, située dans le 14e arrondissement de Paris et à proximité du 15e arrondissement.

## Situation
La station est implantée sous la place de la Porte-de-Vanves, à l'amorce de la rue Julia-Bartet. Orientée selon un axe nord-est/sud-ouest, elle s'intercale entre les stations Plaisance et Malakoff - Plateau de Vanves.

## Histoire
La station est ouverte le 21 janvier 1937 avec la mise en service du premier tronçon de l'ancienne ligne 14, dont elle constitue alors le terminus sud depuis Bienvenüe (aujourd'hui Montparnasse - Bienvenüe).
Elle doit sa dénomination à sa proximité avec la porte de Vanves, importante porte de Paris qui, contrairement à ce qu'indique son nom, donne accès à la commune de Malakoff, celle de Vanves étant accessible par la porte Brancion, située à 250 mètres à l'ouest.
Le 9 novembre 1976, à la suite de la fusion de la ligne 14 avec la ligne 13, la station est transférée à cette dernière, prolongée par phases successives depuis son terminus sud initial de Saint-Lazare. À cette même date, elle devient une station de passage avec l'inauguration du prolongement jusqu'au terminus actuel de Châtillon - Montrouge.
Dans le cadre du programme « Renouveau du métro » de la RATP, l'éclairage des quais a été rénové dans le courant des années 2000.

### Fréquentation
Selon les estimations de la RATP, la station a vu entrer 4 660 158 voyageurs en 2019, ce qui la place à la 92e position des stations de métro pour sa fréquentation. En 2020, avec la crise du Covid-19, son trafic annuel tombe à 2 460 078 voyageurs, la classant alors au 87e rang, avant de remonter progressivement en 2021 avec 3 395 358 entrants comptabilisés, ce qui la maintient toutefois à la 87e position des stations de métro pour sa fréquentation cette année-là.

## Services aux voyageurs

### Accès
La station dispose de quatre accès, chacun constitué d'un escalier fixe orné d'un candélabre Dervaux :
- l'accès 1 « rue Raymond-Losserand » débouchant au droit du 9 du boulevard Brune ;
- l'accès 2 « boulevard Brune - marché aux Puces » se trouvant face aux 8 et 10 de ce boulevard ;
- l'accès 3 « place de la Porte-de-Vanves » se situant au droit du 4 du boulevard Brune ;
- l'accès 4 « boulevard Lefebvre » débouchant face au jardin Monique-Wittig.

Accès à la station
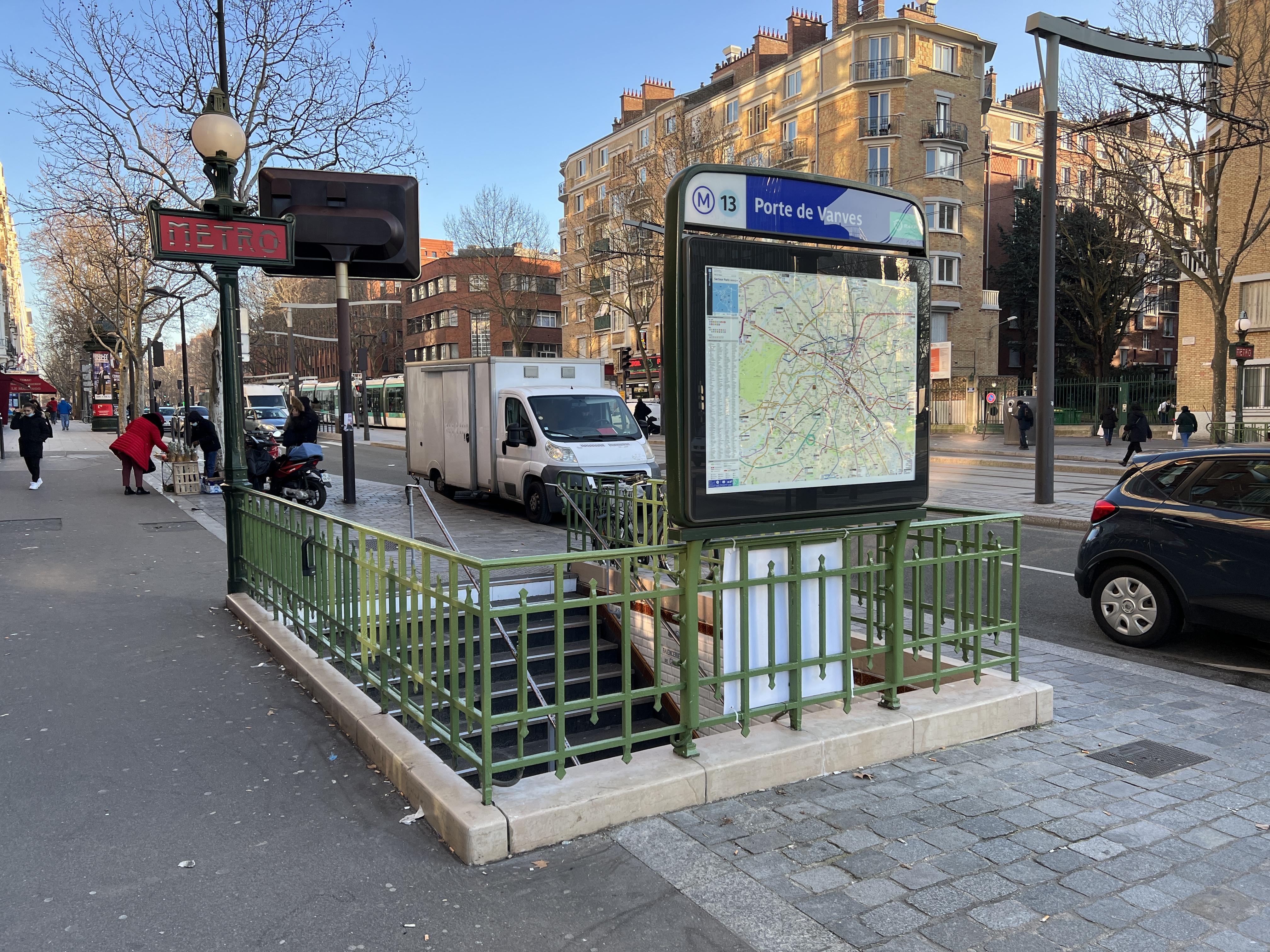
L'accès no 1 « Rue Raymond-Losserand ».
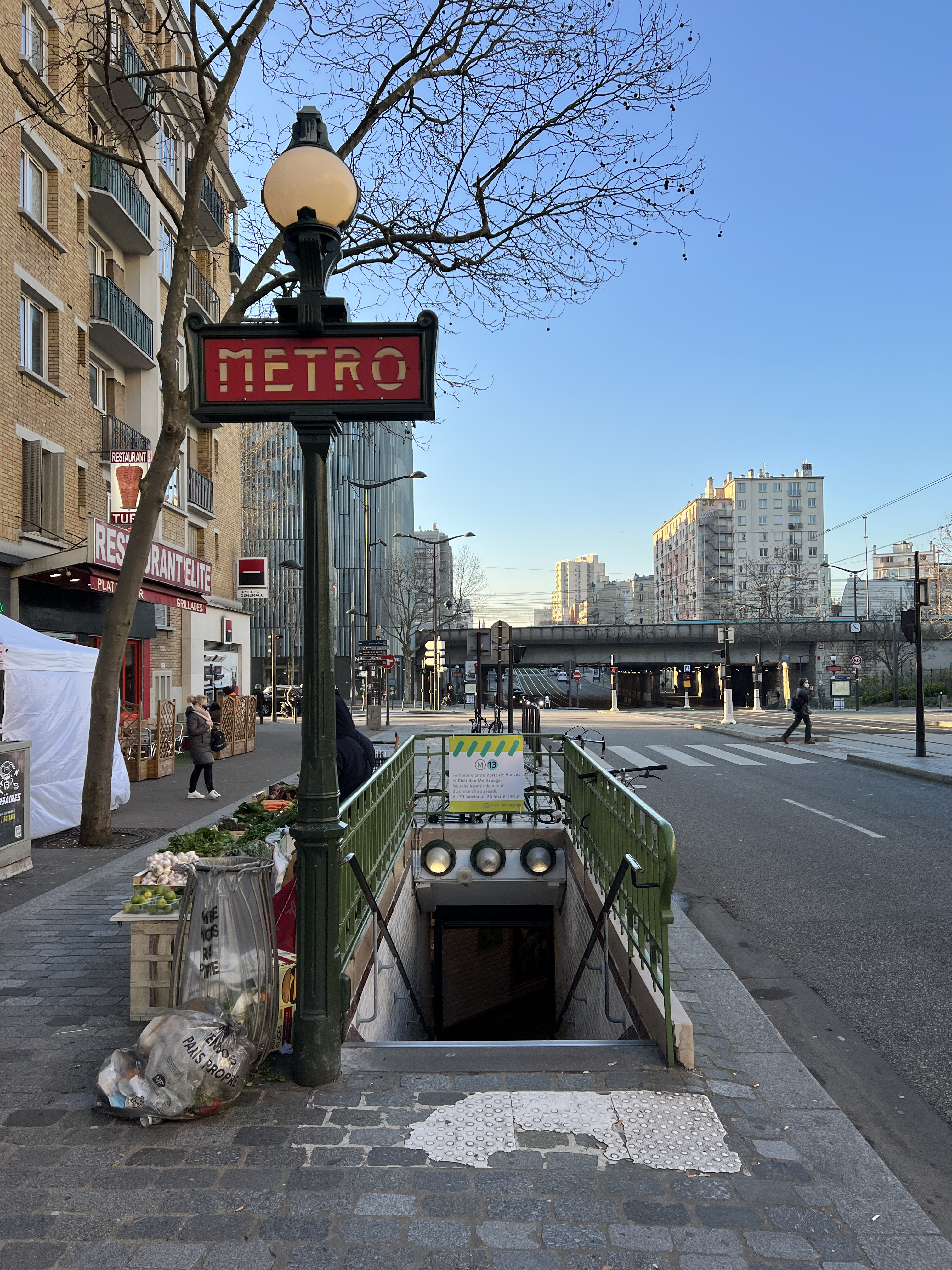
L'accès no 2 « Boulevard Brune ».
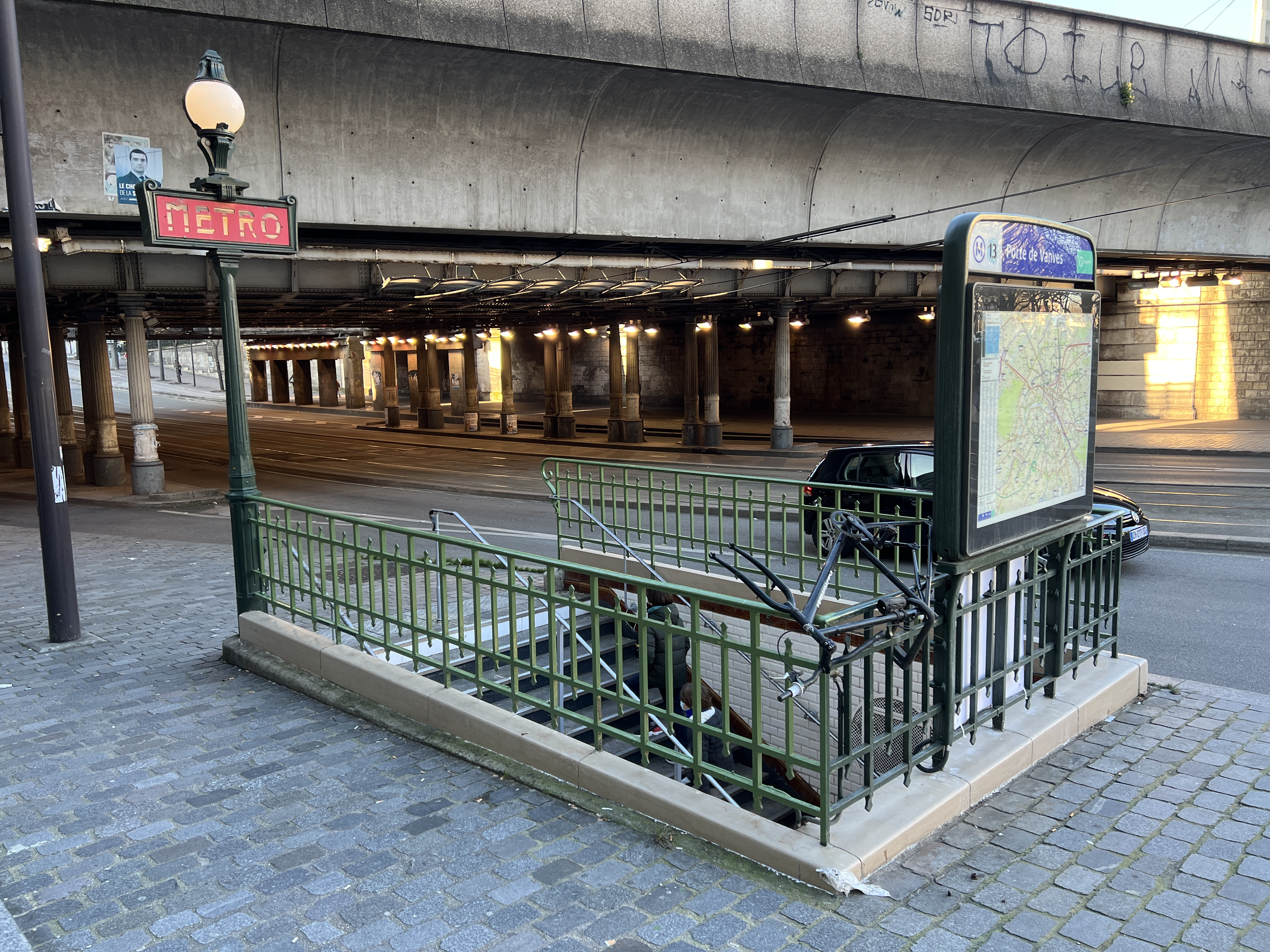
L'accès no 3 « Place de la Porte-de-Vanves ».
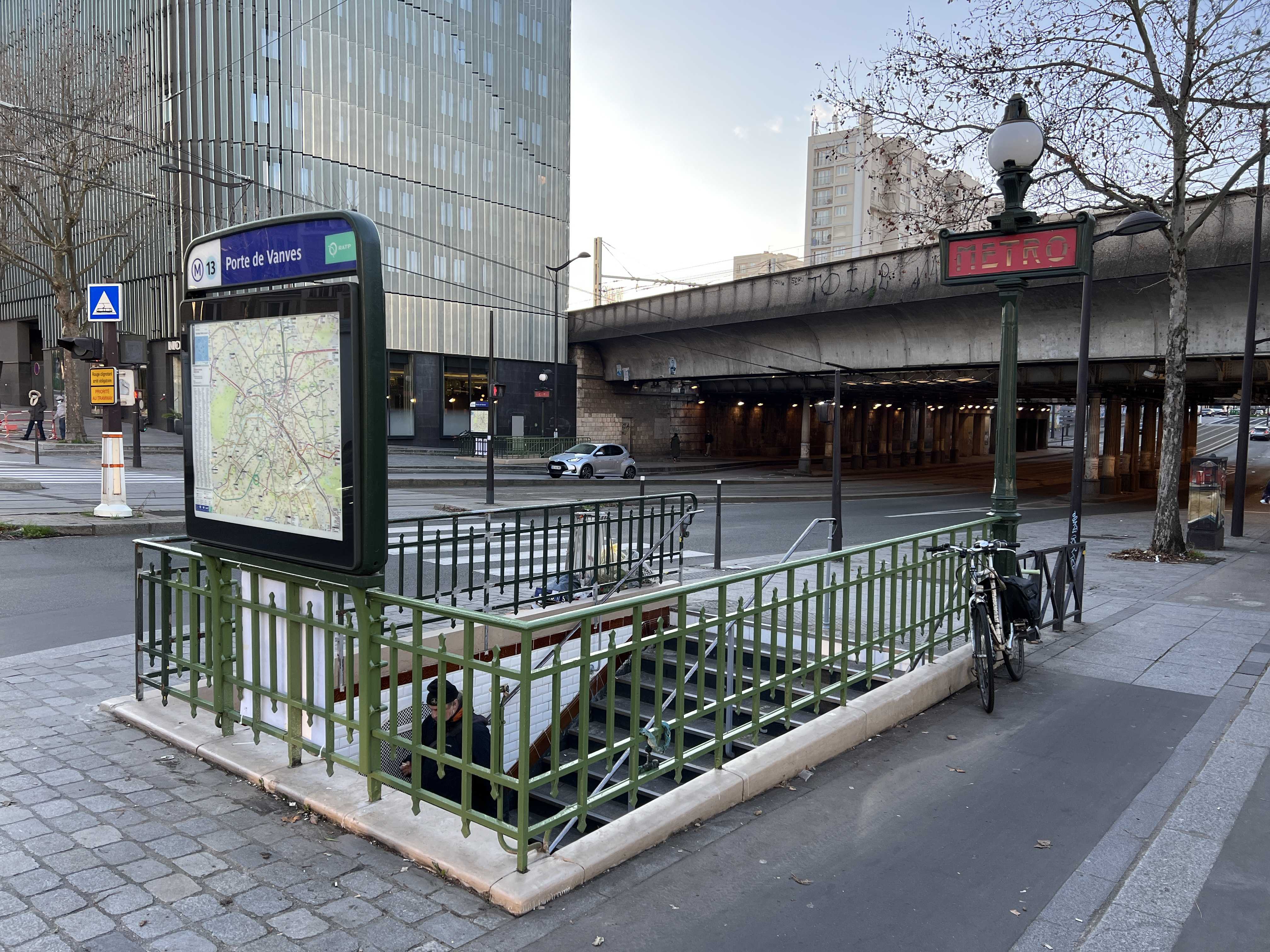
L'accès no 4 « Boulevard Lefebvre ».

### Quais
Porte de Vanves est une station de configuration standard : elle possède deux quais séparés par les voies du métro et la voûte est elliptique. La décoration est du style utilisé pour la majorité des stations du métro : les carreaux en céramique blancs biseautés recouvrent les pieds-droits, la voûte et les tympans. Les cadres publicitaires sont en faïence de couleur miel et le nom de la station est également en faïence dans le style de la CMP d'origine. En revanche, le bandeau d'éclairage est un bandeau-tube. Elle fait ainsi partie des trois seules stations à posséder ce type de bandeau avec la décoration « CMP » (en compagnie de Porte d'Ivry sur la ligne 7 et de Porte des Lilas sur la ligne 3 bis). Les sièges sont de style « Motte » de couleur rouge. La station se distingue également par la partie basse de ses piédroits qui est verticale et non elliptique.

### Intermodalité

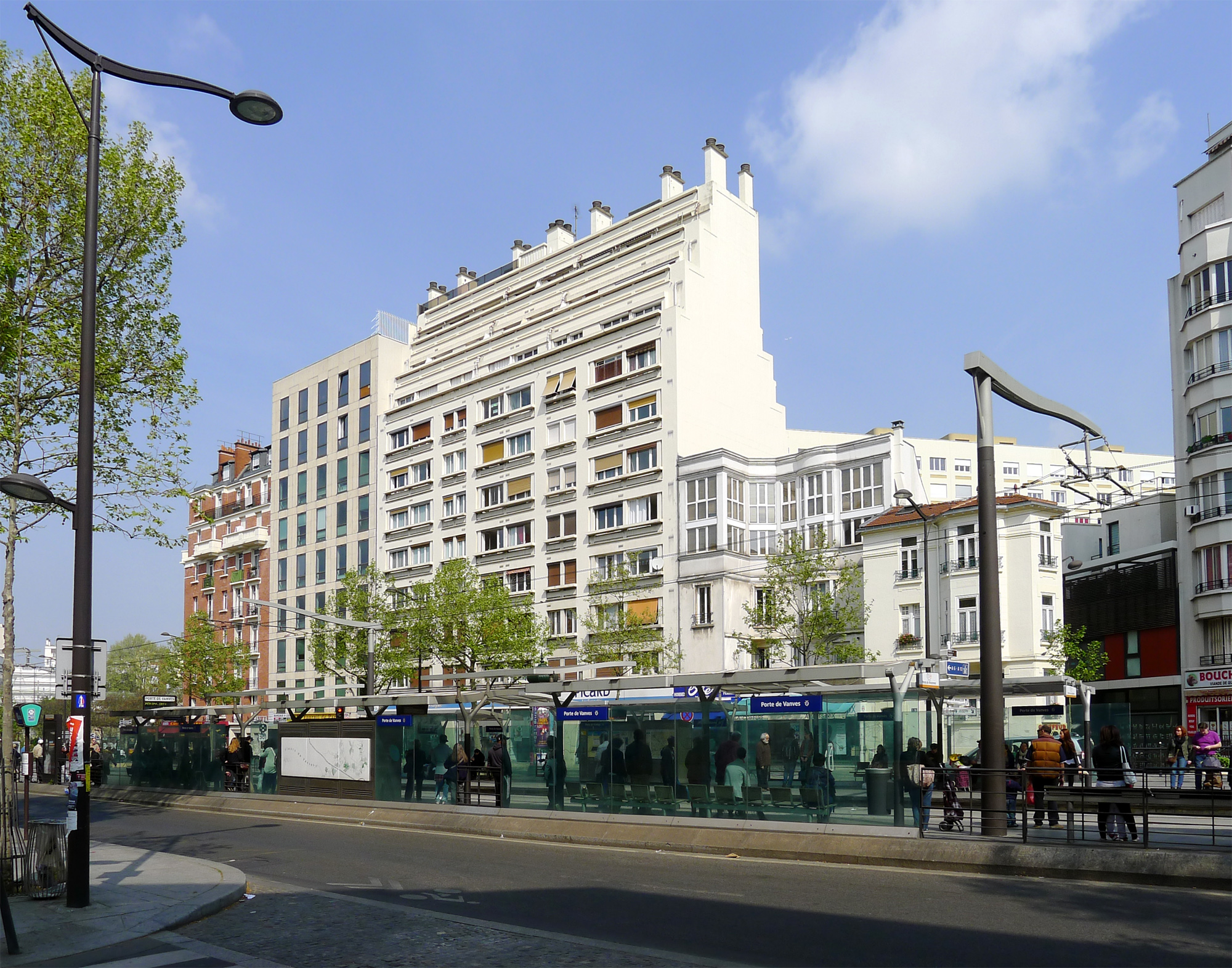
Station Porte de Vanves de la ligne T3a.

La station est desservie par la ligne de tramway T3a ainsi que par les lignes de bus 58, 59, 95 et 191 du réseau de bus RATP, par la Traverse Brancion-Commerce exploitée par B.E. Green, par la ligne 3754 du réseau de bus de Sénart et, la nuit, par la ligne N63 du réseau de bus Noctilien.

## À proximité
- Jardin Monique-Wittig